# キャンベルタウン (駆逐艦)
HMS キャンベルタウン（HMS Campbeltown）は、第二次世界大戦中にイギリス海軍が保有したタウン級駆逐艦の1隻。元々はアメリカ海軍のウィックス級駆逐艦USS ブキャナンで、1940年の駆逐艦・基地協定に基づきイギリス海軍に譲渡された。1942年のサン＝ナゼール強襲（チャリオット作戦）に投入された軍艦としてその名を知られる。

## 艦歴

### USSブキャナン

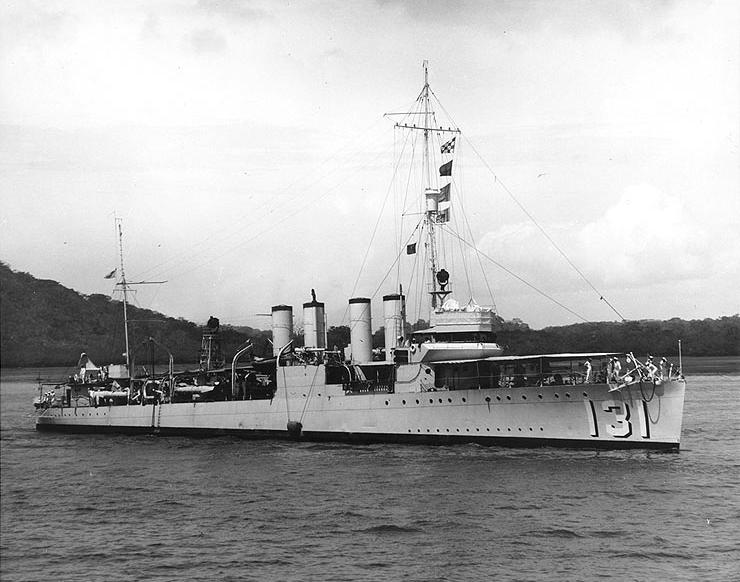
USSブキャナン（1936年）

USS ブキャナン(USS Buchanan)は、ウィックス級駆逐艦の1隻として、メイン州バスのバス鉄工所にて1918年6月29日に起工された。1919年1月2日に進水を迎え、同年1月20日には正式に米海軍艦艇として就役し、1939年に予備役艦隊に編入された。1940年、駆逐艦・基地協定に基づき英海軍に譲渡される50隻の駆逐艦の1隻に選ばれる。1940年9月3日、英海軍に引き渡され、9月9日にカナダのハリファックス市にて正式に英海軍艦艇として就役した。

### HMSキャンベルタウン

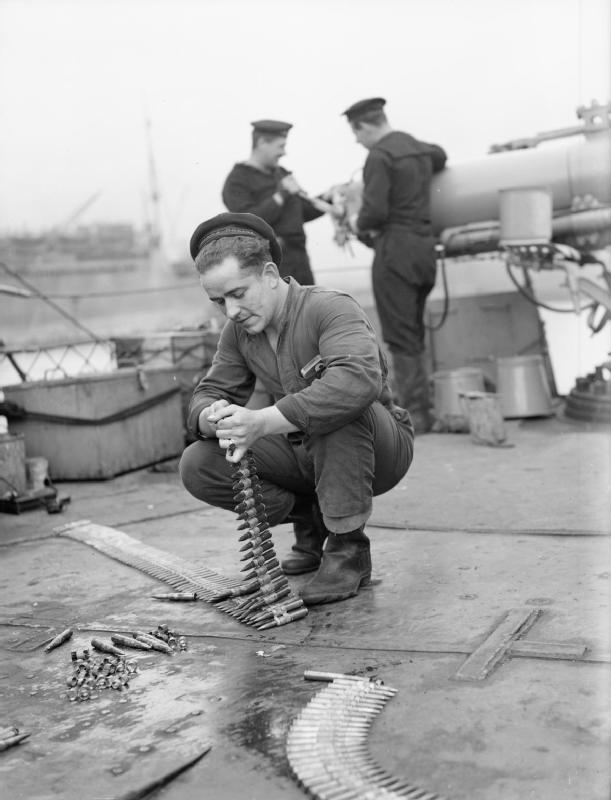
キャンベルタウンの甲板で作業をするオランダ海軍の水兵。

正式な引き渡しが行われた後、キャンベルタウンとなったブキャナンはハリファックスからニューファンドランドのセントジョンズを経由してプリマスへと向かった。9月29日、デボンポート造船所に到着。まもなく英海軍の要望に応じた改修が行われ、この作業は10月いっぱい続いた。11月1日、港湾内航行試験が完了。これと共にウェスタンアプローチを活動海域とする第17船団(17th Flotilla)への配置が決定する。翌日、海上公試中に輸送船リジー(SS Risoy)と衝突事故を起こす。そのままリヴァプールへと向かい7日から24日まで修理を受け、その後改めて船団に参加した。
11月29日、マージー川河口にて沿岸輸送船フィダウン(Fiddown)と衝突、沈没させる事故を起こす。12月初旬より任務に着くが、12月3日には輸送艦コーモス(SS Comus)と衝突事故を起こし、再び修理の為にドック入りする。修理は3月下旬まで続き、この際に第4煙突の短縮などの改修が行われた。
3月28日に工事が完了すると、キャンベルタウンはオランダ海軍に貸与され、4月から5月にかけて第7護衛艦群(7th Escort Group)に配置された。この際、オランダ側はキャンベルタウンをミデルブルグ(Middelburg)と改名するように要請していたが、イギリス側ではこれを米海軍との合意に基づく命名規則に反するとして拒否している。6月から修理に入り、7月から8月にかけて再び護衛任務を遂行した。9月、英海軍に艦籍が返還される。その後、乗組員の引き継ぎなどの手続が行われ、10月には英海軍艦としての任務に復帰し、英国＝西アフリカ間の輸送船団警備にあたる。9月15日、空襲を受けたノルウェー船籍のタンカー、ヴィンガ号(Vinga)の乗組員救助に参加。11月から12月にかけて護衛任務に参加した後、修理の為にデボンポートへと向かった。

#### サン＝ナゼール強襲
1月よりデボンポートにてドック入りして修理を受ける。この修理工事の最中、サン＝ナゼール強襲（チャリオット作戦）への投入が決定し、これに向けた改修を施す為、キャンベルタウンは通常任務から離脱した。1942年当時、連合軍では輸送船団に対する大きな脅威となりうる独戦艦ティルピッツの大西洋進出を警戒し、これを阻止する手段を模索していた。そして大西洋沿岸で唯一ティルピッツの拠点となりうるのはノルマンディ・ドックの通称で知られる大型乾ドックを備えるサン＝ナゼールのみであり、仮にこれを破壊したならばドイツ海軍がティルピッツの大西洋進出を断念するであろうと結論づけられた。こうしてチャリオット作戦が立案されたのである。
チャリオット作戦における当初の計画では、まず爆薬を満載した艦船（火船）をドックのゲートに突入する。これと共にコマンドスが小型舟艇を用いて上陸、港湾施設の破壊を遂行する。そして乗組員およびコマンドスが撤退した後に火船を自爆させ、ドックの能力を喪失させる事となっていた。火船としての投入が決定したキャンベルタウンは、2月を通じて改修を受ける事になった。この際に第3および第4煙突は完全に除去され、残る第1および第2煙突はドイツ海軍の艦艇に似せて切り詰められた。また武装も前方主砲軽12ポンド速射砲1門とエリコン20mm高射機関砲8門に変更され、艦橋などに増加装甲が施された。さらに大幅な軽量化が必要とされた為、艦内の居住区等は完全に除去された。
自爆用の爆薬としては、アマトール爆薬4.5ショートトン (4.1 t)（マークVII爆雷24個）が用意された。これを収めた容器は前方主砲支柱に取り付けられ、起爆時間を8時間後にセットした複数の鉛筆型起爆装置がこれに接続されていた。3月25日、キャンベルタウンを始めとする作戦艦艇群がファルマスから出港した。キャンベルタウンには艦長スティーヴン・ハルデン・ビーティ少佐以下乗組員およびコマンドス隊員の合計75名が搭乗した。
キャンベルタウンと共に出港したのは16隻のフェアマイルB型機動艇と1隻の高速魚雷艇、1隻のフェアマイルC型機動砲艇で、このうち機動砲艇は作戦における前線指揮所たる役割を与えられていた。また3月26日14時には作戦艦艇群の護衛を行うべくハント級駆逐艦2隻がファルマスから出港している。途中、ドイツ潜水艦U-593と遭遇しているが、同艦が艦隊の航路と規模を誤って報告した為に以後は大きな妨害を受けなかった。また機動艇のうち1隻は機械的故障により英本土への帰還を余儀なくされた。
強襲の開始に先立って35機のホイットレイ爆撃機と25機のウェリントン爆撃機による予備爆撃が実行されたが、これは天候悪化などの理由からごく小規模かつ短時間の爆撃しか遂行できなかったばかりか、サン＝ナゼールの警備を行うドイツ軍守備隊の警戒を高める結果となった。しかし別作戦で入手されていたドイツ海軍の識別信号を用いた事もあり、ドイツ海軍旗を掲げたキャンベルタウンを先頭とする作戦艦艇群は軍港から1 mi (1.6 km)以下の距離にまで接近した。その後、ドイツ軍による砲撃が始まるとキャンベルタウンはドイツ海軍旗を降下させ、英海軍旗を掲げた。砲撃は最も大きな標的であるキャンベルタウンに集中して行われた。
3月28日01時34分、計画から4分遅れてキャンベルタウンはドックのゲートへの突入を果たした。搭乗していた乗組員とコマンドス隊員らはまもなく下船してドック内の港湾設備の破壊に着手した。
この作戦に参加した将兵611名のうち、162名が殺害された。またそのうち64名がコマンドス隊員で、105名が海軍将兵であった。生存者のうち215名は捕虜となり、222名は残存の小型舟艇を用いて離脱した。生存者のうち5名は包囲を突破してフランスおよびスペインを経由してジブラルタルへと逃れた。
3月28日正午、予定より1時間半遅れでキャンベルタウンが大爆発を起こした。これに先立ちドイツ兵らが艦内の捜索を行っていたが爆薬は発見されていなかった。爆発により調査の為に乗り込んでいたドイツ軍将兵およびフランス人作業員ら250名が死亡した。さらに爆発はキャンベルタウンの船体の前半分を完全に吹き飛ばし、これと共に160ショートトン (150 t)の規模を誇る乾ドックのケーソンが破壊された。これによりノルマンディ・ドックは完全に水没し、第二次世界大戦の残りの期間を通じてその機能を喪失した。再びドックとしての機能を取り戻すのは1947年になってからであった。
3月30日16時30分、高速魚雷艇により発射された遅延信管付魚雷が予定通りに爆発する。この爆発はドイツ軍守備隊に2度目の襲撃の発生を誤認させてパニックを引き起こし、同士討ちやフランス人市民との衝突を招いた。16人のフランス人がこの混乱の中で殺害され、31人が負傷した。さらに1,500人の市民は何ら無関係であるにもかかわらず襲撃への関与を疑われて逮捕された。キャンベルタウン艦長のビーティ少佐は捕虜となったが、後にヴィクトリア十字章を送られた。また1947年にはフランスからレジオンドヌール勲章が贈られている。ビーティ少佐を含めて、この作戦に参加した軍人のうち89名が何らかの勲章等を受章した。

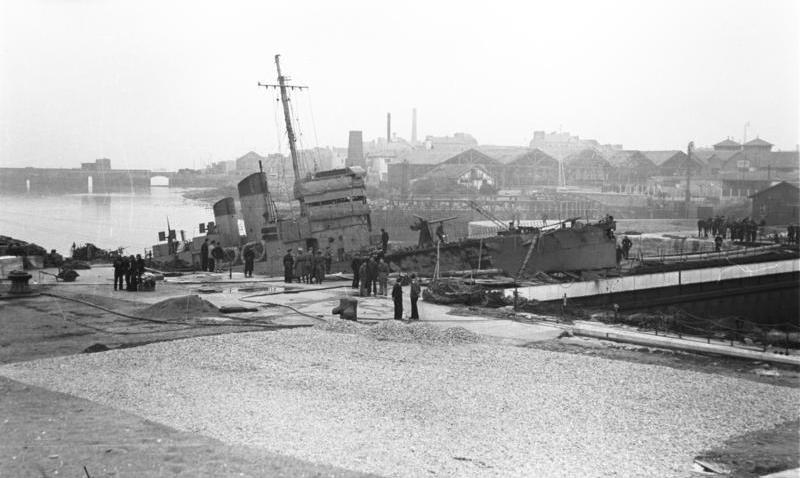
サン＝ナゼール港への突入後の様子
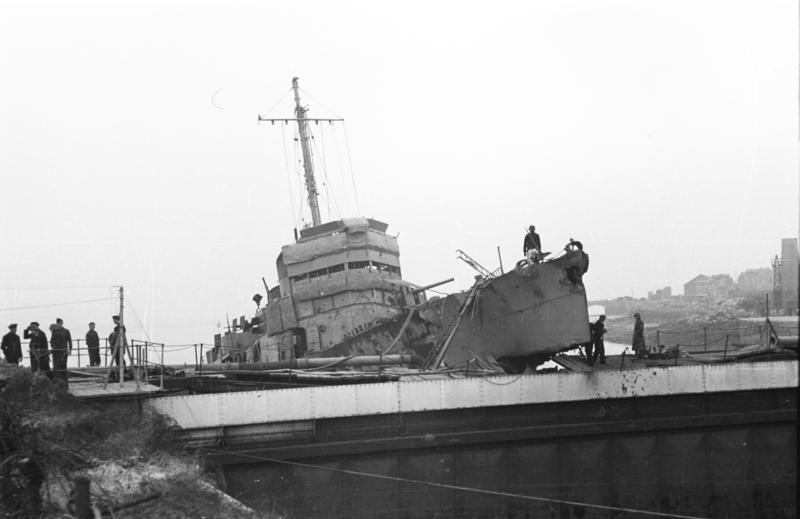
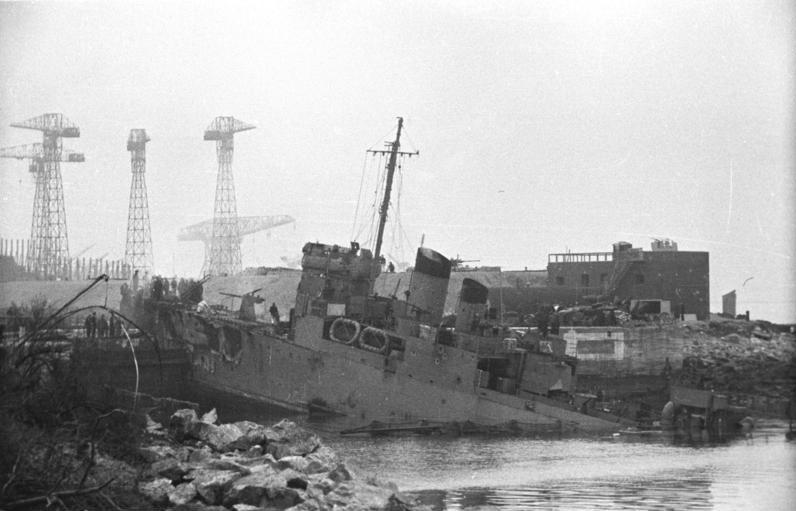
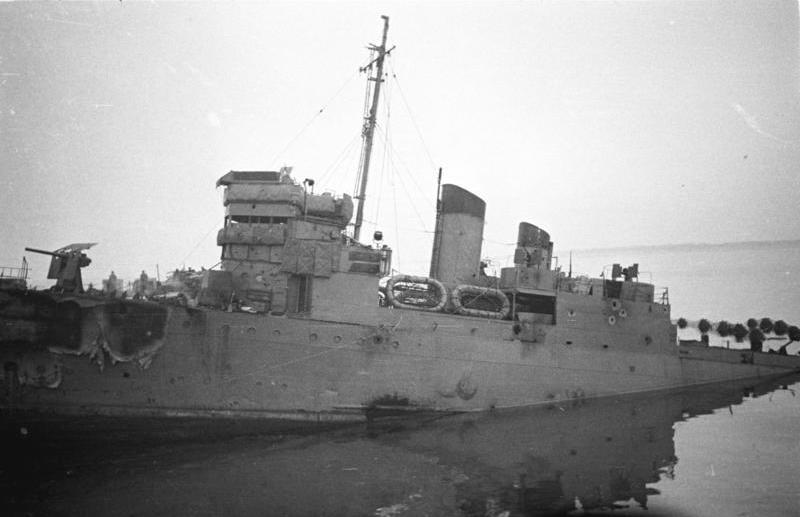
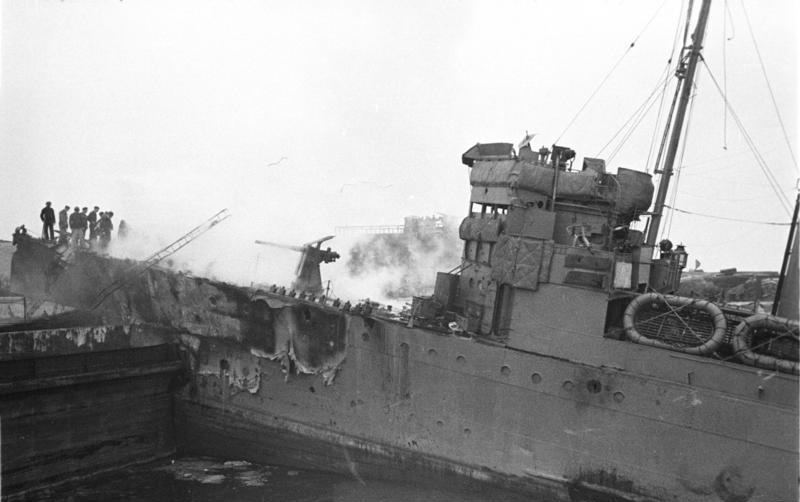
ドイツ軍によって調査されている。
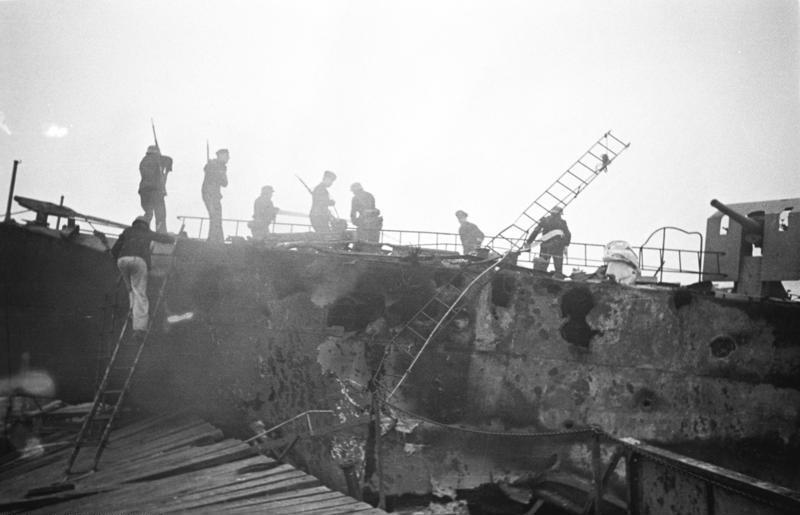
この数時間後にキャンベルタウンは大爆発を起こしてドックを完全に破壊した。

## その後
キャンベルタウンの号鐘は戦後回収され、駆逐艦・基地協定への感謝を込めてアメリカ・ペンシルバニア州キャンベルタウンに寄贈された。この号鐘は22型フリゲートの1隻として、2代目のHMSキャンベルタウンが就役した折に積み込まれ、同艦の退役後に返還されている。
2021年5月19日、第一海軍卿（当時）トニー・ラダキン大将は計画中である31型フリゲート（インスピレーション級フリゲート）の1隻にHMSキャンベルタウンと命名することを発表した。命名理由として、サン＝ナゼール強襲における本艦の戦歴が将来コマンド部隊にインスピレーションを与えるものであるとしている。新たなHMSキャンベルタウンは2030年2月までの就役が予定されている。
1952年の映画『封鎖作戦』は、キャンベルタウンをストーリのモチーフにしている。